# Heinrich Brehmer (Diplomat)

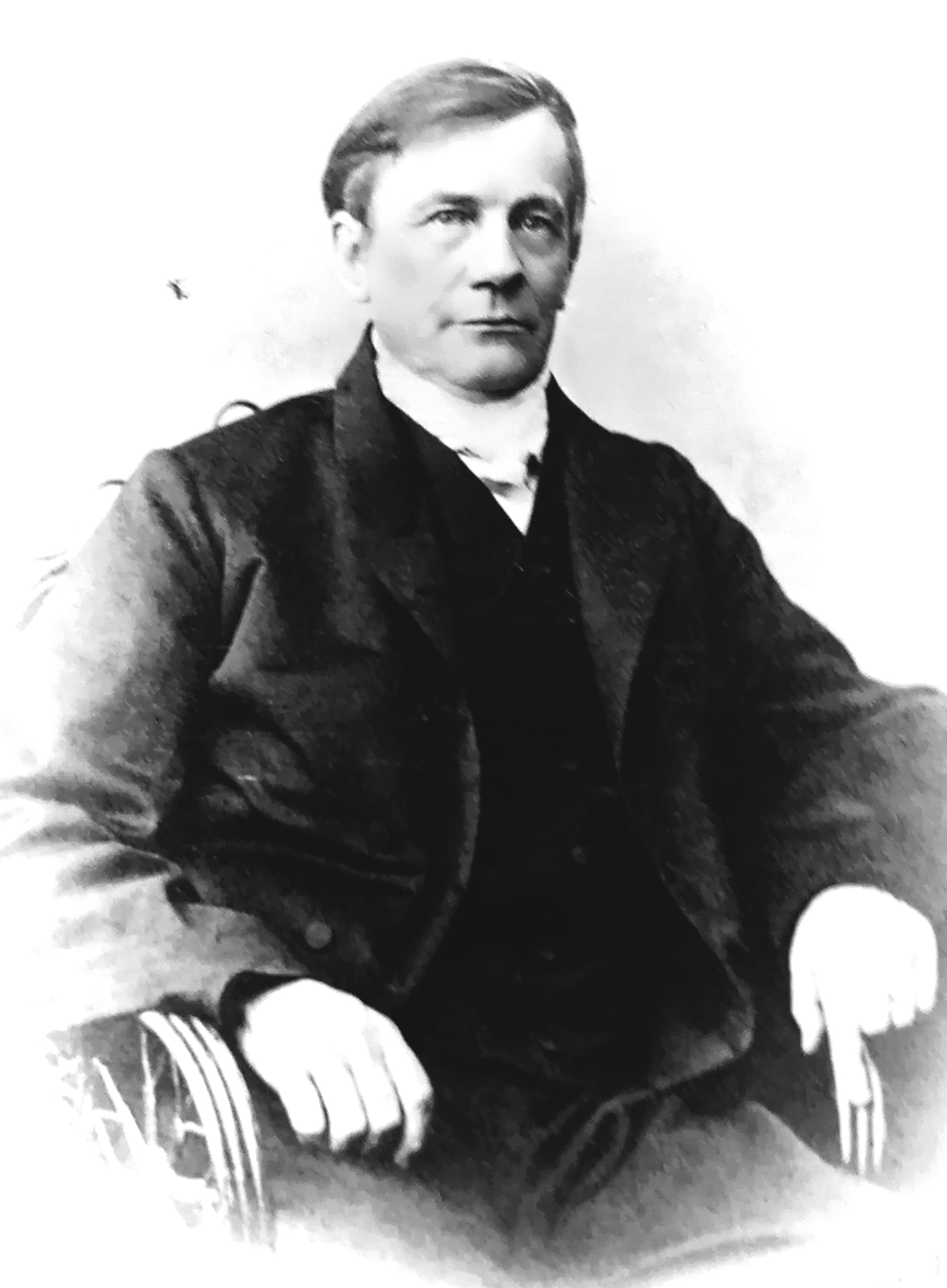
Heinrich Brehmer

Heinrich Brehmer (* 22. Juni 1800 in Lübeck; † 18. September 1872 ebenda) war ein Bürgermeister und Diplomat der Hansestadt Lübeck.

## Leben
Er war der Sohn des praktischen Arztes Nikolaus Heinrich Brehmer. Während seines Studiums in Jena wurde er 1818 Mitglied der Urburschenschaft, in Göttingen Mitglied der Alten Göttinger Burschenschaft. Nach dem Studium der Rechtswissenschaften in Jena und Göttingen wurde Heinrich Brehmer 1823 Advokat, 1834 Wette-Actuar und 1836 in den Rat der Stadt gewählt. Schon in den vierziger Jahren war er wiederholt mit wichtigen Missionen betraut: 1842 nach Berlin, 1842–44 nach Dresden, 1845 zum Bundestage in Frankfurt und 1850/51 wieder nach Dresden zu den Dresdner Konferenzen 1850/1851.
In der Verwaltung war er um die Reform des Armenwesens bemüht. 1852 Vorsitzender der Baudeputation, 1853–60 Polizeidirigent und Eisenbahnkommissar. 1861 und 62 sowie 1865 und 66 Bürgermeister. 1870 trat er in Ruhestand. Von Jugend auf mit geschichtlichen Studien befasst, hatte er starken Anteil an der Wiederbelebung des Vereins für Lübeckische Geschichte und Altertumskunde und bemühte sich um die Herausgabe des ersten Bandes des lüb. Urkundenbuches. Er wurde 1870 mit der Gedenkmünze Bene Merenti ausgezeichnet.
Der Bürgermeister Wilhelm Brehmer und der Wortführer der Lübecker Bürgerschaft Adolf Brehmer waren seine Söhne.
Otto von Bismarck schrieb über ihn als Lübecker Gesandten beim Deutschen Bund in Frankfurt am Main: 

„Der Lübecker Gesandte Brehmer ist mir mit seinen banalen Gothaer Phrasen, die durch eine gewisse Mecklenburgische Iactanz und Breitspurigkeit nicht genießbarer gemacht werden, eine ebenso incommensurable Erscheinung, ...“

 Auch über die beiden weiteren Gesandten der hanseatischen Schwesterstädte ließ Bismarck sich ähnlich vorteilhaft aus.
Er war wie sein Sohn Wilhelm botanisch, sowie auch mineralogisch tätig, er legte auch ein Herbarium an.